# Миллер, Хоакин
Хоакин Миллер (англ. Joaquin Miller, настоящее имя — Цинциннат Хайнер Миллер (англ. Cincinnatus Hiner Miller; 8 сентября 1837, Либерти, США — 8 сентября 1913, Окленд, США) — американский писатель (поэт, прозаик, драматург). Имя «Хоакин» писатель взял в честь мексиканского бандита Хоакина Мурьеты.

## Биография
Цинциннат Хайнер Миллер родился в семье Халена Миллера и Маргарет Уитт возле Либерти (Индиана) 8 сентября 1837 года. Позднее Миллер изменил год рождения на 1841 и говорил, что он родился в фургоне, который ехал на Запад. Его семья переехала в Орегон и поселилась на ферме в долине Вилламетт.
Во время золотой лихорадки он сбежал в Калифорнию. В 1857 году он принял участие в экспедиции против племени Пит-Ривер. Примерно тогда же он женился на индианке по имени Пакита из племени модоков. Миллер сменил много занятий: он был поваром в лагере старателей, судьёй, курьером в «Пони Экспресс», школьным учителем, журналистом. В 1859 году его приговорили к тюремному заключению за конокрадство. В 1862 году он женился второй раз — на Терезе Дайер.
Первые книги стихов «Образцы» (Specimens, 1868) и «Хоакин и другие» (Joaquin et al., 1869) остались незамеченными. В апреле 1870 года Миллер развёлся с Дайер, а в июле поехал в Сан-Франциско, где подружился с писателями Чарльзом Стоддардом и Айной Кулбрит.
Затем Миллер уехал в Англию. В Лондоне он привлёк внимание своим внешним видом — ковбойской шляпой, красной рубахой и кожаными сапогами старателя. Его хорошо приняли поэт Алджернон Суинберн и художники из Братства прерафаэлитов, особенно Данте Габриэль Россетти и Уильям Майкл Россетти. Он был одним из немногих американцев, приглашённых в клуб «Сэвидж». В Лондоне, в 1871 году он выпустил книгу стихов «Песни Сьерры», за которую получил прозвище «Поэт Сьерры».

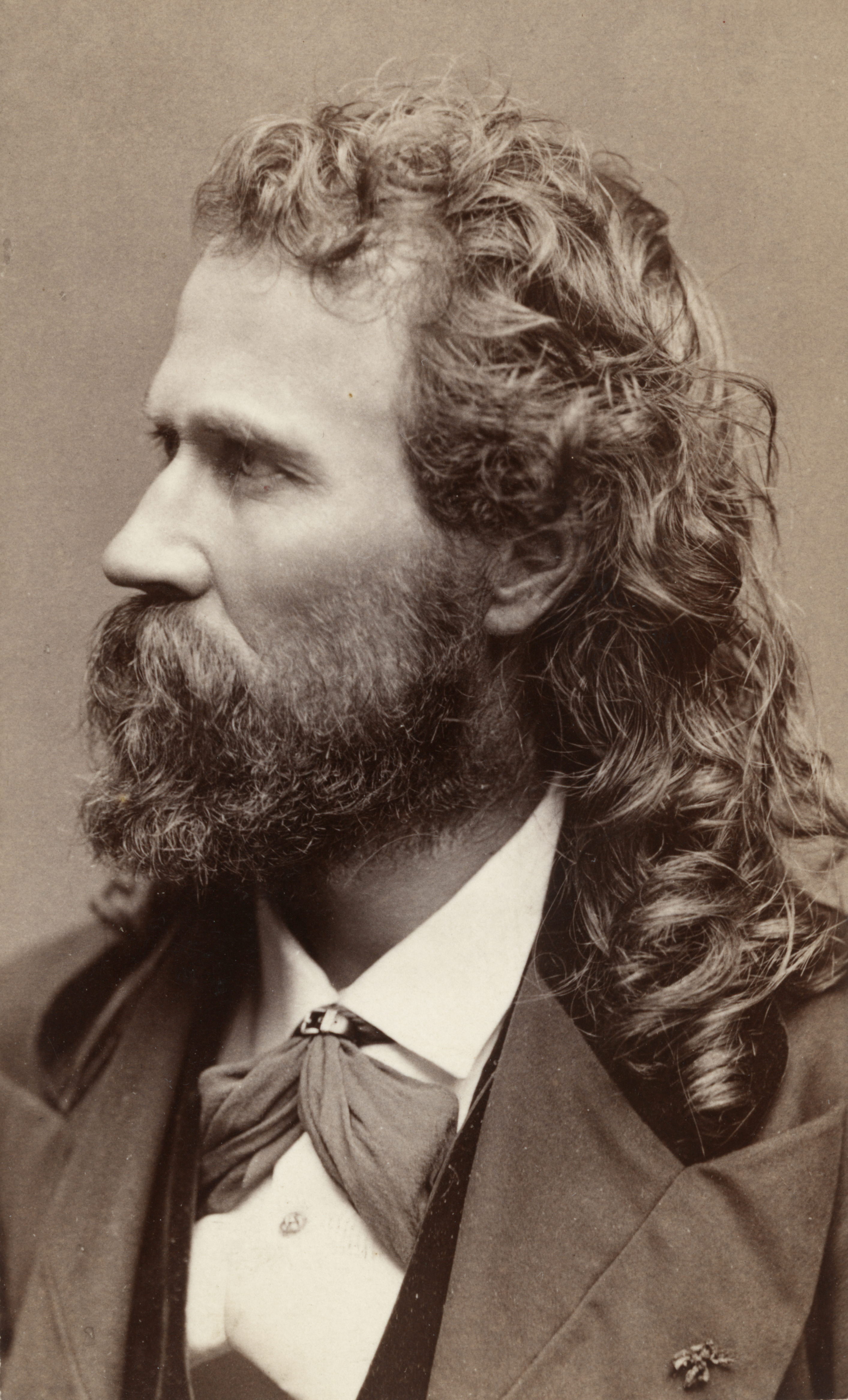
1875

В сентябре, довольно неожиданно Миллер вернулся из Англии в США. Он поселился в Калифорнии, где публиковал свои стихи и другие сочинения. В 1873 году вышел его частично автобиографичный роман «Жизнь среди модоков. Ненаписанная история» (Life amongst the Modocs: Unwritten History). В 1875 году был опубликован роман «Первые семьи в Сьерре» (First Families in the Sierras), написанный под влиянием Брета Гарта и в 1877 году переделанный в пьесу «Даниты в Сьерре». В 1879 году Миллер женился третий раз — на Эбигейл Лиланд. Затем последовали романы «Тени Шасты» (Shadows of Shasta, 1881) и «49. Золотоискатель из Сьерры» (49: The Gold-seeker of the Sierras, 1884)
В 1886 году Миллер переехал в Окленд (Калифорния), где построил дом, в котором оставался до своей смерти. В 1894 году к нему приехал японский поэт Ёнэдзиро Ногути. Он оставался в доме Миллера четыре года, работая в обмен на кров и стол. Живя в доме Миллера, он опубликовал книгу «Видимое и невидимое» (1897). В 1897 году, когда началась Клондайкская золотая лихорадка, Миллер поехал на Юкон в качестве корреспондента.
Хокаин Миллер умер 17 февраля 1913 года в возрасте 75 лет, окружённый друзьями и семьёй. Он просил, чтобы его кремировали на погребальном костре без религиозных церемоний.

## Анализ
Хотя Хоакин Миллер повлиял на американскую школу местного колорита, он остался в литературе незначительной фигурой. В поэзии он воспевал вольную жизнь Дикого Запада, но это был лишь «эпигонский романтизм с подражаниями Дж. Г. Байрону». Самое известное его стихотворение — «Колумб», которое часто включается в антологии и «знакомо миллионам американских школьников».
Из прозы выделяют роман «Жизнь среди модоков» — «сплав неуклюжего повествования, подлинных биографических фактов, явных мистификаций и, наконец, центральной сюжетной коллизии, описывающей жизнь и приключения двух героев: немыслимо героического и благородного Принса и самого автора».

## Память
Сохранился бревенчатый дом Миллера в Вашингтоне. Дом Хоакина Миллера в Окленде признан национальным историческим памятником. Дом находится на территории парка Хоакина Миллера.